# Меоре Онтофо
Меоре Онтофо (груз. მეორე ონტოფო) — село в Грузії.
За даними перепису населення 2014 року в селі проживає 311 осіб.